# أم الرزم

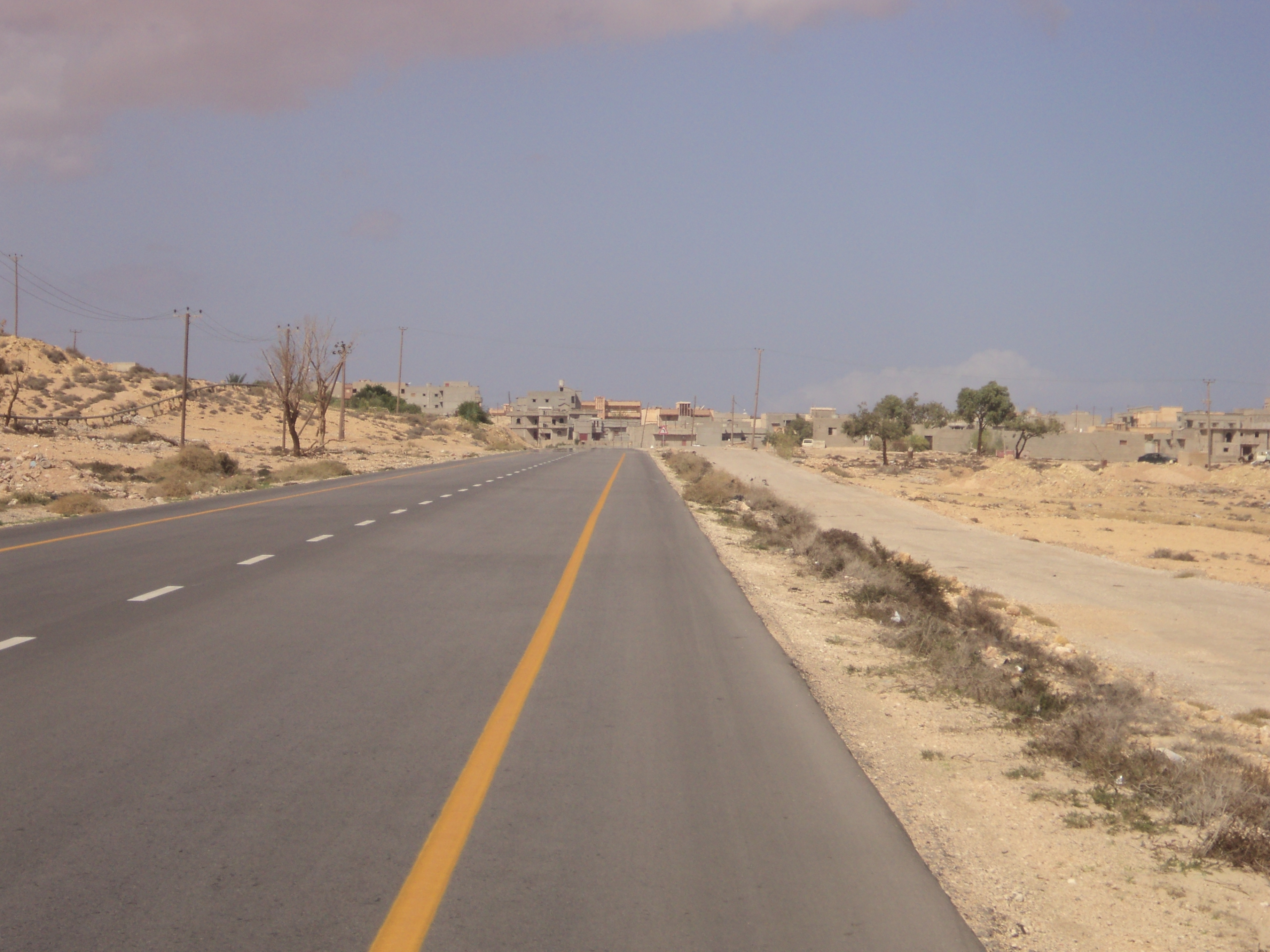
مدخل أم الرزم الشرقي.

أم الرزم هي بلدة ليبية ضمن محافظة درنة، تقع على بعد حوالي 48 كم شرق مدينة درنة، وحوالي 125 كم غرب طبرق، وتتبعها إدارياً عدة قرى هي أم احفين،البمبة، رأس التين.

## الأحياء السكنية
أم الرزم تنقسم إلى عدة أحياء :(وسط المنطقة، المفرش، الجبيلة، الشعبية البيضاء، بوسلوفة)، ويقطنها حوالي 12,000نسمة، وبها نادي الجلاء الرياضي الذي افتتح عام 1973، أما بالنسبة للتعليم فيوجد بالمنطقة مدرسة الصقر الوحيد للتعليم الأساسي، ومدرستان للتعليم الثانوي، (القادسية) للبنات (فتح الفتوح) للشباب حيث يدرس طلبة المناطق المجاورة المرحلة الثانوية في أم الرزم. ويوجد في منطقة ام حفين مدرسة واحدة مختلطة من الصف الأول إلى التاسع
- أم احفين وتقع شمال أم الرزم بحوالي 2 كم.
- رأس التين، وتقع على الساحل شمال أم احفين (تبعد حوالي 16 كم عن أم الرزم).
- البمبة وتدعى أحيانا خليج البمبة.